# دوري جرينلاند لكرة القدم 2010
دوري جرينلاند لكرة القدم 2010 هو موسم من دوري جرينلاند لكرة القدم. فاز فيه Boldklubben af 1967 ‏.